# Ruben Schaken
Ruben Schaken (wym. [ˈryːbə(n) ˈsχaːkə(n)]; ur. 3 kwietnia 1982) – holenderski piłkarz grający na pozycji skrzydłowego lub ofensywnego pomocnika.

## Kariera sportowa
Podczas gry w BV Veendam został wybrany najlepszym piłkarzem drugiej ligi w sezonie 2007/08. Następnie został zawodnikiem VVV Venlo, gdzie podpisał dwuletni kontrakt.
W marcu 2010 podpisał kontrakt z Feyenoordem, ale do składu dołączył dopiero 1 lipca 2010 roku. W Feyenoordzie grał do 2015. W 2015 przeszedł do İnteru Baku, a potem do ADO Den Haag.